# Nagubalka obrvi
Nagubalka obrvi je kratka valjasta mišica, ki poteka ob zgornjem očesnem loku do glabele. Izhaja z medialnega dela nadobrvnega loka in se pritrjuje v kožo nad srednjo tretjino obrvi. Njena naloga je potezanje kože medialno navzad, pri čemer tvori vertikalne gube med obema obrvma.